# El viejo de arriba
El viejo de arriba es una canción del grupo de rock argentino, Bersuit Vergarabat, la tercera del quinto álbum de estudio, Hijos del culo (2000).

## Historia
La letra surgió a partir de un hecho policial que involucró al tecladista Juan Subirá y al vocalista Gustavo Cordera, en cuya casa del primero, en el año 2000, un vecino mayor de origen peruano apodado el "Gato Félix", que vivía arriba del departamento del músico, le propinó dos disparos en la rodilla izquierda debido a las fiestas diarias que realizaba Subirá en altas horas de la noche. Cordera, también recibió disparos, pero este los esquivó. 
La canción tiene base de cumbia y tendría una continuación, llamada «Canción de Juan», en la que la relata el traslado de Subirá a un hospital para tratar su pierna.